# Schrobenhausen
Schrobenhausen est une ville de Bavière (Allemagne), située dans l'arrondissement de Neuburg-Schrobenhausen, dans le district de Haute-Bavière.

## Histoire
| Appartenances historiques Duché de Bavière 907–1255 Duché de Haute-Bavière 1255–1353 Duché de Bavière-Landshut 1353-1392 Duché de Bavière-Ingolstadt 1392-1447 Duché de Bavière-Landshut 1447-1505 Duché de Bavière 1505–1623 Électorat de Bavière 1623–1806 Royaume de Bavière 1806–1918 République de Weimar 1918–1933 Reich allemand 1933–1945 Allemagne occupée 1945–1949 Allemagne 1949–présent |

## Personnalités liées à la commune
- Franz von Lenbach (1882-1904), peintre allemand né à Schrobenhausen.

## Jumelage
La commune est jumelée avec Thiers, dans le Puy-de-Dôme depuis 1986.